# Tour Roland (Lassigny)
La tour Roland ou motte castrale de Lassigny, est à l'origine une ancienne motte castrale aujourd'hui reconstruite dans le cadre d'un projet d'archéologie expérimentale à Lassigny dans le département de l'Oise en région Hauts-de-France.

## Histoire
Une première motte castrale est attestée au XIIe siècle.
En 2011 un projet est entamé pour reconstruire une motte castrale du XIIe siècle avec une basse cour.